# Pelargonium plurisectum
Pelargonium plurisectum là một loài thực vật có hoa trong họ Mỏ hạc. Loài này được SALTER mô tả khoa học đầu tiên.